# Віта-Поштова
Ві́та-Пошто́ва — село в Україні, у Фастівському районі Київської області. Населення становить 1584 осіб. Знаходиться за 6 км від Києва.

## Географія
Селом протікає річка Віта, права притока Дніпра.

## Походження назви
Перша частина назви села — від колишньої назви місцевої річки Віта (російською у ХІХ ст. — «Вета»), назва якої, у свою чергу, походить від слова «вита́ти, звиватися». Друга частина назви Поштова — у зв'язку з тим, що тут у ХІХ ст. знаходилась поштова станція.
На сучасних картах річка, що протікає через село Віту-Поштову (а далі — через Круглик, Кременище, Ходосівку), змінена і помилково називається Сіверка. Насправді Сіверка (в історичних джерлах Скверка) є одним із витоків (правим, що починається у селі Крюківщина і злившись із Гатенкою, утворює власне річку Віта) річки Віта, яка за Пироговом впадає з правого берега в Дніпро.
В своїй книзі Л. Добровольський «З минулого Хотівської околиці Києва», за 1927 рік, про місцевість розповідає: "Південно-Західні околиці Києва, починаючи від деміївського краю міста (Московський район — авт.) й с. Жуляни і кінчаючи долиною середньої течії Віти, становлять невелике плато, що його найвища частина лежить на обмирі поміж колією залізниці та Києво-Васильківським шляхом, який поза х. Красний Трактир розгалужується на порівнюючи недавній поштовий тракт у бік Поштової Віти та ще давніший, можливо, великий шлях через с. Хотів і т.ін. А далі стверджує, що ця частина плато являє собою гребінь вододілу поміж річковими системами Ірпеня й Віти, двох найважливіших дніпрянських допливів, що з них Ірпінь плине на північ від Києва, а Віта на південь від нього. Отже Сіверки не існувало, як і не існує закону з перейменування річки Віти на Сіверку.

## Історія
Біля Віти-Поштової виявлено ранньослов'янське поселення зарубинецької культури (II століття до н. е. — II століття н. е.), досліджено також могильник і городище часів Київської Русі, яке помилково вважають[джерело?] літописним містом Звенигородом.
Заселена ця місцевість, як митниця в 1116 році Володимиром Мономахом. Він подарував сину Тугорхана — Леву Половцю Вітську греблю, прийняв його у православну віру і наділив повноваженнями по збору мита і охороні підступів до Києва. Стара гребля не збереглась, а діюча дамба знаходиться за 300 метрів східніше до центру села. Вище історичної греблі збереглося городище, пам'ятка того часу, ось тільки назву річки Віти комусь закортіло змінити на «Сіверку», щоб мешканці плутались у своїй історії. Нині вітяни думають-гадають, як утворилась назва їхнього села і, навіть, знаходять різні немудрі версії. Перша письмова згадка про це древнє поселення датуєтеся дещо пізніше, в 1471 році коли литовський князь Казимир IV Ягеллончик передав село Юрівку з Вітською греблею у власність Богдану Степановичу Дублінському. В 1550 році свої володіння Дублінський продав за 50 кіп грошей Семену Мелошковичу, а той згодом, по заповіту, зареєстрованому в Київській ратуші від 9 квітня 1563 року передав Юрівку у власність Києво-Михайлівському монастирю в таких межах: «Від великої Білоцерківської дороги вниз річкою Шварнівкою в річку Юрівку. Із річки Юрівки в Турову долину, долиною до дороги Запольської, дорогою до річки Віти, Вітою вниз до річки Юрівки, поряд Віти за греблю Михайлову до старого броду на річці Урвихвіст. Від Урвихвосту Білоцерковською дорогою до Шварнівки.» Як бачимо, через сто років Вітську греблю стали іменувати Михайловою, та надалі це не змінило її первинної назви. Але князі Сквир-Рожиновські, потомки Лева Половця, маючи претензій щодо власності на Вітську греблю, звернулися до Люблінського трибуналу на право збору мита на Вітській греблі. Люблінський трибунал декретом від 22 червня 1602 року відмовив князю Юрію Семеновичу Рожиновському у володінні Вітською греблею і залишив право власності за Пустинно-Микильським монастирем. Пізніше, на прохання гетьмана Мазепи Петро I грамотою від 1 квітня 1700 року підтвердив збір мита на Вітський греблі Пустинно-Микильським монастирем. Раніше, після укладення у 1654 році Березневих статей з Московською державою цар видав Указ 30 червня 1669 року про запровадження регулярного поштового тракту між Києвом і Москвою, згідно з яким у Києві, Ніжині та Батурині були побудовані за єдиним проектом поштові станції «для прийому пошти і утримання коней». Ансамбль споруд поштових станцій по Білоцерківському тракту будувався 1825—1831 роках, і в той період Вітська гребля і її споруди перейшли до Військового відомства. Відомо, що Тарас Шевченко бував на поштовій станції в 1846 році і присвятив декілька прозових рядків Віті Поштовій в своїй повісті «Прогулка с удовольствием и не без морали» (1855—1858). Після побудови в 1870 році від Києва до Жмеринки залізниці, поштова станція на Віті, як і інші по Білоцерковському тракту стали непотрібні і проіснували до початку 90-х років позаминулого століття.
Відомо, що в Юрівці колись мешкало 6 козаків. Безперпечно козаки проживали і у Поштовій Віті. Козаки відносились до Ходосівської сотні (сотник Бармацький, осавул Богун), з 1651 року до Лісницької сотні, а з 1660 року козаки увійшли до Київської сотні Київського полку. З опису планів «Глевахского казенного имения», складеного 15 листопада 1854 року казенним землеміром Марцинкевичем для «люстратора казенных имений Киевской губернии Хилинского», видно в описі плани угідь і маєтків: Глевахи, Будаївки, Боярки, Поштової Віти та Юрівки.
Після жовтневого перевороту село Віта-поштова ввійшла до Юрівської сільської ради. Селяни брали активну участь в утвердженні та відновленні Української Народної Республіки в повстанських загонах отамана Кармелюка. Збройний напад на гетьманську канцелярію 4-ї дільниці Київської повітової варти в с. Будаєвці було вчинено 16 червня 1918 р. Його здійснили повстанці з с. Поштова Віта Хотовської волості під час якого загинули українці вартові Вишняк, Бондар, Подоляка, був поранений солдат із німецької комендатури, викрадені 10 гвинтівок, 8 шабель і револьвер, а також особисті речі начальника варти Науменка. Для затримання злочинців з Києва прибуло 25 вартових на трьох німецьких броньованих автомобілях. З'ясовано, що нічний напад здійснили С. Бугаєнко, І. Позихаренко, П. Михайленко і всього за підозрою затримано 9 повстанців.
Наприкінці 1922 року при совєтські окупації почала діяти сільська комсомольська організація, яка займалась організацією роботи чотирьохрічної трудової школи, у якій уже в 1926 році викладало 2-є вчителів. Потім у 1930 році реквізували садибу заможного господаря Лазаря Сліпунова і на її основі створили колгосп «Нове життя». Головою колгоспу було обрано Пацьору Василя Федосійовича.
1926 року почалась реконструкція поштового шляху Київ - Одеса.
1932—1933 роки — голодомор в Україні. В «Книгу пам'яті» села Віта-Поштова занесено 135 жертв голодомору. 1934 рік — знищений шедевр світової архітектури Михайлівський Золотоверхий собор до якого належала Юрівка до 1786 року. 4 квітня 1937 року постановою Президії ЦВК УРСР «Про створення адміністративних районів на території приміських зон» створена в селі рада в складі Київського (Святошинського) району. Під час Другої світової війни у 1941 році через Віту-Поштову проходив передній край оборони Києва. За мужність, виявлену у боротьбі проти німецьких загарбників багато жителів села нагороджено орденами й медалями СРСР. 4 січня 1965 р. Указом Президії ВР УРСР «Про внесення змін адміністративних районів Української РСР», скасована Юрівська сільська рада і Юрівку було включено в склад Віто-Поштової сільської ради. В 1958 році об'єднані колгоспи «Шлях до комунізму» села Юрівки, «Нове життя» села Віти Поштової і «Перемога» села Тарасівки в єдиний колгосп «Україна». 1963 рік — рішенням загальних зборів колгоспників, колгосп «Україна» був перейменований в радгосп «Тарасівський». 1997 рік — реформовано радгосп «Тарасівський» у КСП. 19 червня 2010 року в селі відкрито музейний комплекс «Оборона Києва, Київський укріплений район — пояс слави». У 2018 році в селі на день незалежності України приймали присягу військові яких благословив священик УПЦ КП Назарій Бігун.

## Населення

### Мова
Розподіл населення за рідною мовою за даними перепису 2001 року:
| Мова            | Кількість | Відсоток |
| --------------- | --------- | -------- |
| українська      | 1485      | 93.75%   |
| російська       | 80        | 5.05%    |
| вірменська      | 13        | 0.82%    |
| білоруська      | 1         | 0.06%    |
| румунська       | 1         | 0.06%    |
| гагаузька       | 1         | 0.06%    |
| інші/не вказали | 3         | 0.20%    |
| Усього          | 1584      | 100%     |

## Відомі споруди та об'єкти
На території села містяться такі ДОТи Київського укріпленого району:
- ДОТ № 178
- ДОТ № 179
- ДОТ № 180 (музей)
- ДОТ № 211

Також є діюча Церква Різдва Пресвятої Богородиці.
Окрім того, у селі розташований Центр спеціальної та фізичної підготовки Національної академії внутрішніх справ України.
Неподалік сіл Юрівка та Віта-Поштова, в адміністративних межах Гатненської сільської громади знаходиться Юрівський заказник.

## Відомі особи
- Яків Іванович Падалка — заслужений майстер народної творчості, майстер традиційних форм українського гончарства. Створив скульптурні ілюстрації до творів М. В. Гоголя «Вій», І. П. Котляревського «Наталка Полтавка» та «Енеїда», до драми-феєрії Лесі Українки «Лісова пісня», до вірша Т. Г. Шевченка «Сон». Значна збірка робіт майстра — 124 твори представлені в музеї українського народного декоративного мистецтва.
- Котовенко Андрій Сергійович (1983—2022) — солдат Збройних сил України, учасник російсько-української війни. Призер Ігор нескорених-2020.

## Галерея

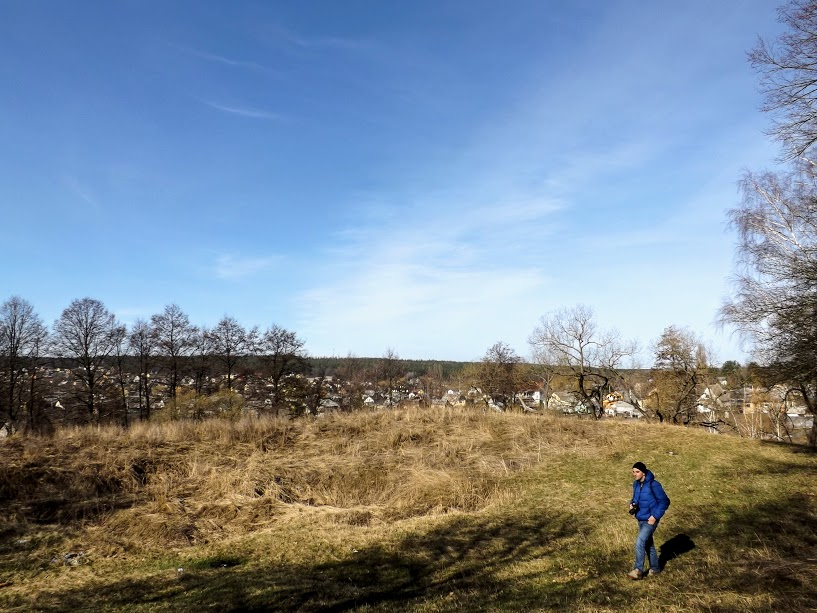
Городище в селі Віта-Поштова
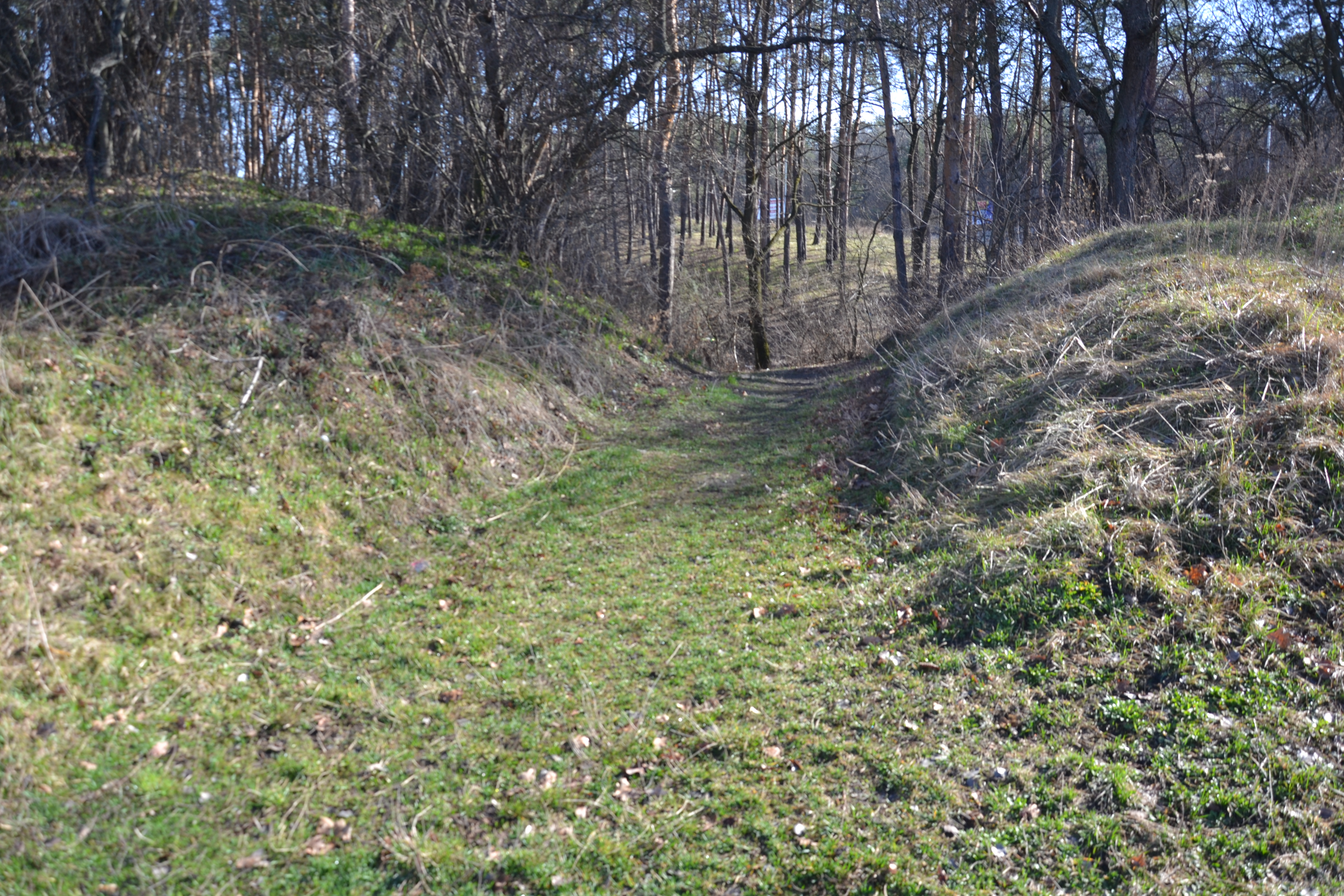
Прохід у валу городища
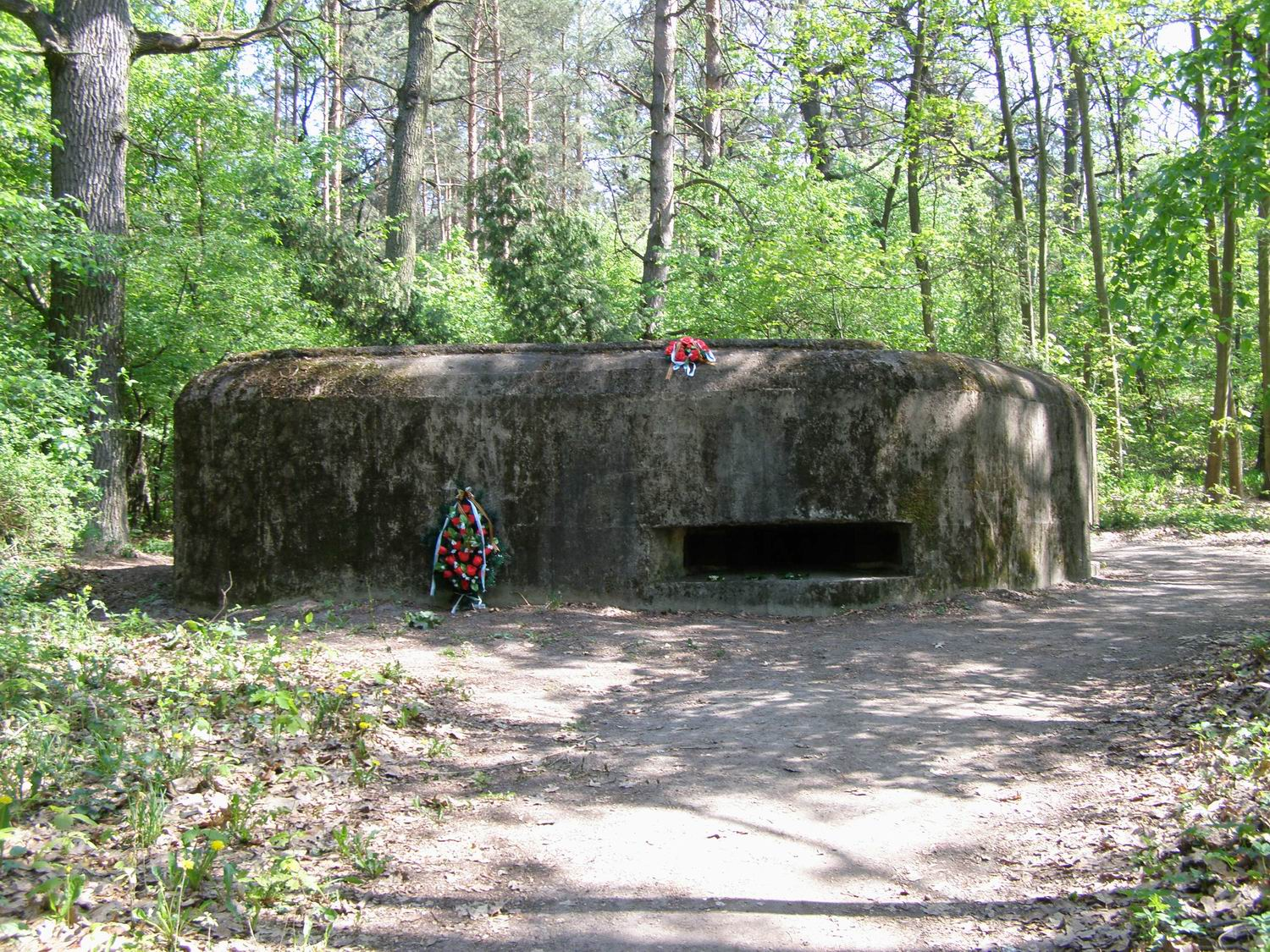
ДОТ № 178
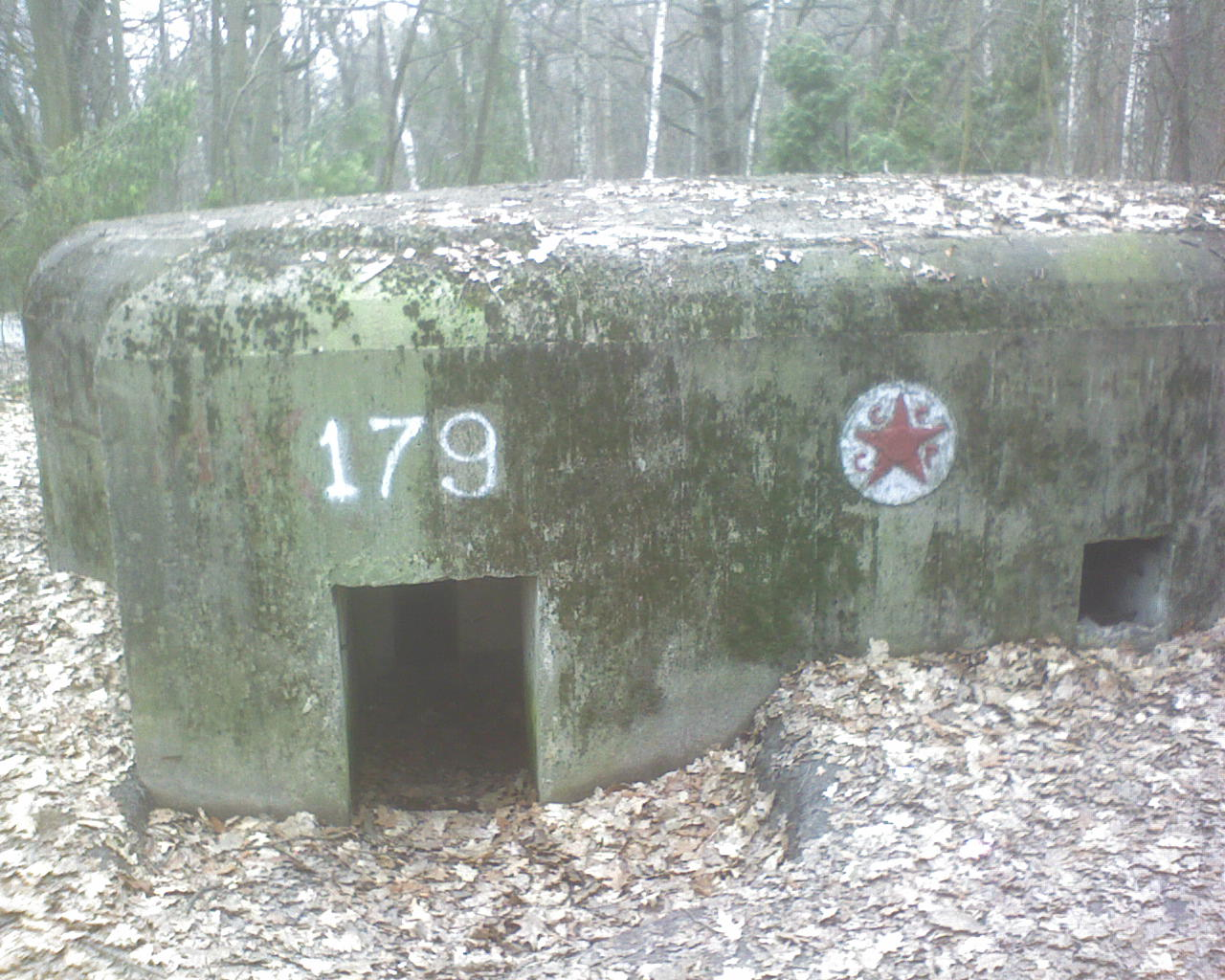
ДОТ № 179
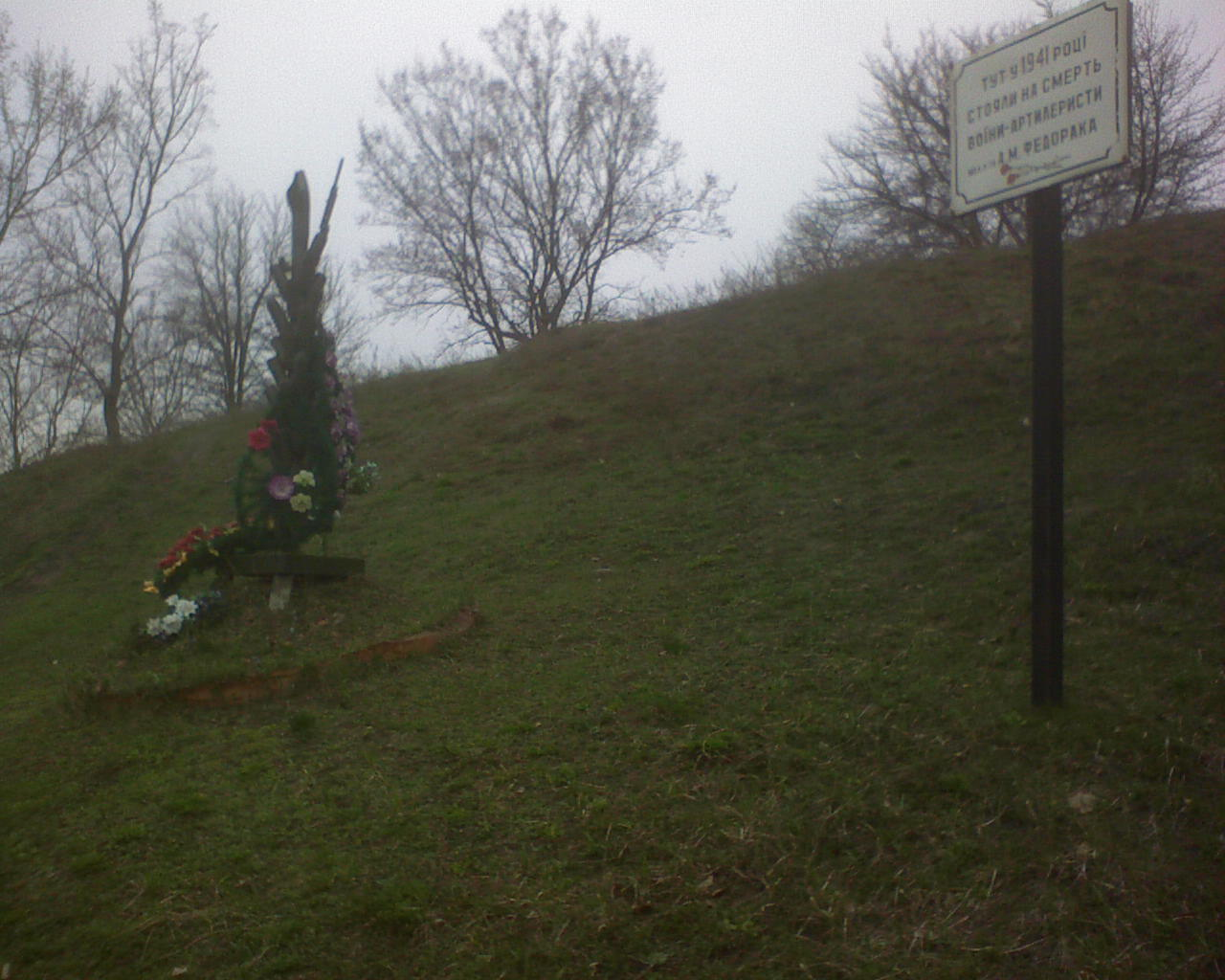
ДОТ № 211
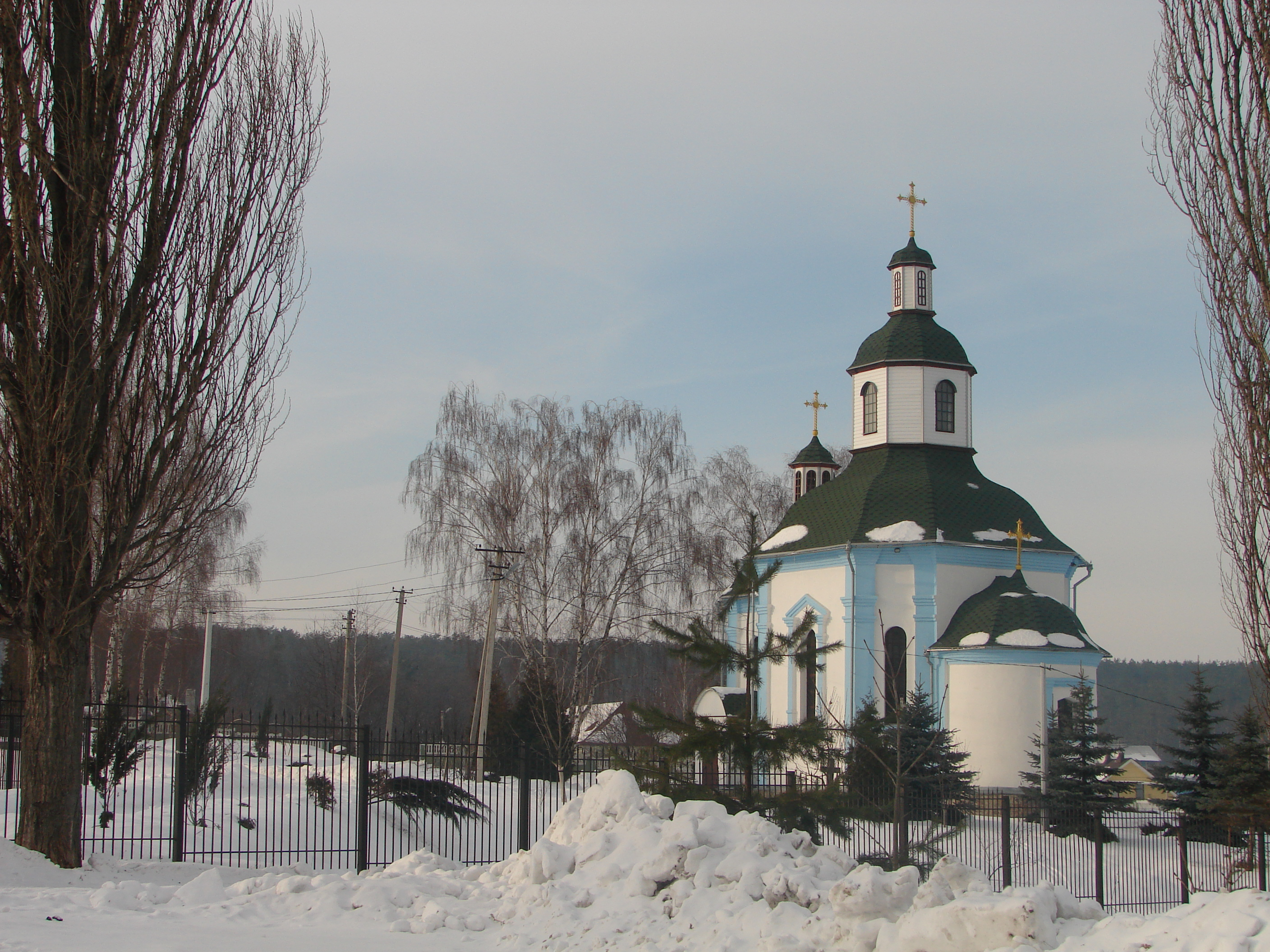
Церква Різдва Пресвятої Богородиці